# Рождественский, Иван Александрович
Иван Александрович Рождественский (около 1840 — 29 мая (10 июня) 1876) — российский писатель, переводчик и революционер. Наиболее известен брошюрой «Литературное падение гг. Жуковского и Антоновича», в которой защищает Некрасова от критики M. A. Антоновича и Ю. Г. Жуковского. Дважды сидел в Петропавловской крепости за революционную деятельность.

## Биография
Рождественский родился в семье священника в Весьегонском уезде Тверской губернии. Окончил в 1859 году в Петербурге Ларинскую гимназию. Затем три года учился на юридическом факультете Санкт-Петербургского университета. Был арестован за участие в студенческих волнениях 1861 года и с 1 октября по 7 декабря 1861 года находился под арестом в Петропавловской крепости. Следствием был отнесён к категории «виновные больше» (третья из пяти категорий), а потому освобождён с условием либо «принять матрикул» (написать подписку о согласии с установленными правилами), либо покинуть Петербург. Рождественский подал заявление об увольнении и уехал на родину, где устроился секретарём в канцелярии предводителя дворянства.
В конце 1862 — начале 1863 года Рождественский вернулся в Петербург, чтобы окончить университет, но ему было отказано в сдаче экзамена. Давал частные уроки и занимался литературной деятельностью — публиковался в «Искре» и «Будильнике», в том числе под псевдонимом Иван Лукинский. В начале 1870 года вместе с Ф. Д. Гридниным покинул «Искру», назвав журнал «непригодным» и бессодержательным.
Около 1863 года вступил в подпольную революционную организацию «Земля и воля», где был членом «спасательного отряда», организовывавшего побеги и предоставлявшего убежище, в том числе польским революционерам. Занимался революционным просвещением, в том числе образованием работниц переплётной мастерской. В 1865 году совместно с П. В. Михайловым организовал «Издательскую артель», членами которой являлись как литераторы, так и революционеры — артель была тесно связана с революционным Ишутинским кружком.
С апреля по 22 мая 1866 года Рождественский вновь сидел в Петропавловской крепости — по делу Д. В. Каракозова, стрелявшего в российского императора Александра II. Был поставлен под надзор полиции, также ему был запрещён выезд из Петербурга.
В 1869 году участвовал в дебатах вокруг писателя Некрасова — в ответ на антинекрасовскую статью M. A. Антоновича и Ю. Г. Жуковского «Материалы для характеристики современной русской литературы» опубликовал брошюру «Литературное падение гг. Жуковского и Антоновича». В ней Рождественский высоко оценивает Некрасова как поэта и организатора, но избегает рассматривать его личность и указывает на маловажность вопроса о его искренности.
Цензор В. М. Лазаревский выслал работу Рождественского находящемуся в Швейцарии Некрасову, назвав её «чистым молодым словом». Некрасов ответил, что «видимо, умно и бойко… но мне не это важно, а то дорого, что… у меня есть друзья». Как пишет энциклопедия «Русские писатели. 1800—1917», неизвестно, встречался ли Некрасов с Рождественским в реальности.
Разделение Рождественским «литературной честности» и «общечеловеческой честности», то есть отделение моральных качеств Некрасова от его произведений, было резко раскритиковано Н. Н. Страховым. На эту критику обратил внимание Достоевский — в черновиках в роману «Бесы» есть пометка «Липутин — Рождественский».
Салтыков-Щедрин отозвался о брошюре Рождественского так: «…по-моему, она ни то ни се, но я слышал, что Жуковский ее хвалит; следовательно, она достигла отчасти своей цели». Н. Я. Николадзе, приятель Рождественского со студенческих годов, прекратил тесно общаться с ним после издания этой брошюры.
В 1870 годах Рождественский публиковался в газетах «Новое время», «Русский мир», журналах «Мирской вестник», «Чтение для солдат», сборниках «Проза и стихи для солдатского чтения», «Проза и стихи для народного чтения».
Позднее бедствовал, писал за небольшие деньги статьи для «Общества репортёров» Н. И. Волокитина и Ю. О. Шрейера. 
Умер 29 мая (10 июня) 1876 года в Петербурге от сердечного приступа.